# Lancia E290
 (août 2022).
Si vous disposez d'ouvrages ou d'articles de référence ou si vous connaissez des sites web de qualité traitant du thème abordé ici, merci de compléter l'article en donnant les références utiles à sa vérifiabilité et en les liant à la section « Notes et références ».
Les Lancia E 290 / E 291 sont des véhicules électriques polyvalents civils lancés en 1941, pendant la Seconde Guerre mondiale. C'est une véritable révolution dans le monde du transport léger à l'époque. Ils ont été conçus pour faire face aux sanctions infligées à l'Italie par la Société des Nations.
La gamme comprend deux versions, deux essieux E.290 de 6,5 kW et trois essieux E.291 avec une motorisation plus puissante de 11 kW avec une charge utile de 3 tonnes à la vitesse de 32 km/h. La production en série a commencé en début d'année 1942 pour s'achever en 1948. 63 exemplaires du E.290 et 139 exemplaires du E.291 ont été produits. Le constructeur n'a plus construit d'autres modèles avec une motorisation électrique.